# Disparitions suspectes
 (novembre 2014).
Si vous disposez d'ouvrages ou d'articles de référence ou si vous connaissez des sites web de qualité traitant du thème abordé ici, merci de compléter l'article en donnant les références utiles à sa vérifiabilité et en les liant à la section « Notes et références ».
Disparitions suspectes (My Gal Sunday) est un téléfilm américain réalisé par Kristoffer Tabori, diffusé le 25 janvier 2014 sur Hallmark Movie Channel.

## Synopsis
Sunday et Parker profitent de leur premier anniversaire de mariage pour résoudre une affaire criminelle. Ils ont invité dans leur ranch la femme qu'ils soupçonnent et parviennent à lui faire avouer son crime devant les yeux médusés de Danny, chef du "Secret Service", le père de Sunday, et de Miriam, la mère de Parker. Le lendemain, Parker, ancien secrétaire d'Etat, doit inaugurer un musée du chemin de fer. En y allant, Miriam et Danny se font enlever. Le ravisseur demande la remise en liberté de Claudius Jovunet, un tueur à gage actuellement en prison, contre la libération de ses otages. Parker appelle le Président, son ami, afin qu'il lui donne l'autorisation de tout entreprendre pour libérer sa mère et son beau-père. Le Président accepte. Sunday demande à Molly, son assistante, d'analyser en détail les éléments en leur possession : les photos que le ravisseur leur a envoyées et les anciens dossiers dans lesquels elle a plaidé. Miriam et Danny sont enfermés dans un sous-sol. Sunday et Parker rendent visite à Jovunet et le persuadent de les aider. Il accepte de jouer leur jeu : ils vont faire semblant d'accepter les conditions du ravisseur pour gagner du temps. Molly trouve dans ses dossiers le nom d'un homme qui en voulait à Sunday, Wexler Klint, dont le frère, Wallace, a été injustement condamné à perpétuité.

## Fiche technique
- Titre original : My Gal Sunday
- Réalisation : Kristoffer Tabori
- Scénario : Howard Burkons
- Musique : Claude Foisy
- Durée : 80 minutes
- Date de diffusion :
  -  France : 27 novembre 2014 sur TF1

## Distribution
- Rachel Blanchard (VF : Karine Foviau) : Sandra O'Brien-Parker
- Cameron Mathison (en) (VF : Cédric Dumond) : Henry Parker
- Erica Carroll : Kim
- Elizabeth Higgins Clark : Annie
- Aaron Pearl : le procureur
- Michael Karl Richards : Ted
- Lara Flynn Boyle (VF : Anne Deleuze[2]) : Myriam)

Sources et légende : Version française selon le carton du doublage français télévisuel.